# Жебин, Александр Захарович
Алекса́ндр Заха́рович Же́бин (род. 4 февраля 1948, Будапешт, Венгрия) — российский кореевед, кандидат политических наук (1997). Руководитель Центра корейских исследований ИДВ РАН (с 2004).
Автор более 50 научных работ. Основные направления исследований — политическое развитие КНДР, российско-северокорейские отношения, проблемы безопасности на Корейском полуострове.

## Биография
В 1975 году окончил МГИМО МИД СССР по специальности международные отношения.
В 1978—1979 годах работал корреспондентом ТАСС, в 1983—1990 годах — заведующий отделением ТАСС в КНДР.
В 1993—1994 годах работал в университете Корё в качестве приглашённого научного сотрудника.
В 1992—1998 и в 2001—2003 годах — старший научный сотрудник, с 2004 года — руководитель Центра корейских исследований ИДВ РАН.
В 1998—2001 годах — 1-й секретарь, советник Посольства РФ в КНДР.

## Научные труды
Монографии и книги
- Жебин А. З. Пхеньян, Сеул, далее — Москва :  [кор.]. — Сеул : Тонъа ильбоса, 1991. — 229 с.
- Жебин А. З. Блеск и нищета империи Кимов :  [яп.]. — Токио : Бунгай синцзю, 1992年. — 319 с.
- Жебин А. З. Эволюция политической системы КНДР в условиях глобальных перемен. — М. : Русская панорама, 2006. — 214 с. — ISBN 5-93165-153-5.

Статьи
- Жебин А. З. Российско-северокорейские отношения : состояние и перспективы // Информационный бюллетень ИДВ РАН. — 1993. — № 10. — С. 112—131.
- Жебин А. З. Некоторые механизмы социального контроля в КНДР // Проблемы Дальнего Востока. — 1996. — № 6. — С. 19—30.
- Жебин А. З. Теория бесконфликтности и российско-корейские отношения // Россия и Корея : (Модернизация, реформы, международные отношения). — М., 1997. — С. 31—38.
- Жебин А. З. КНДР : традиции и современность // Восток. — 2003. — № 2. — С. 85—96.
- Жебин А. З. Межкорейские отношения : взгляд из России // Проблемы Дальнего Востока. — 2003. — № 2. — С. 65—79.
- Жебин А. З. Ядерный кризис в Корее и интересы безопасности России // Проблемы Дальнего Востока. — 2004. — № 2. — С. 6—22.